# Aero A-100
Aero A-100 – czechosłowacki samolot rozpoznawczy i lekki samolot bombowy z okresu międzywojennego. 

## Historia
W połowie lat trzydziestych dowództwo lotnictwa czechosłowackiego przekazało do czechosłowackich wytwórni lotniczych wytyczne dla opracowania nowego samolotu rozpoznawczego – lekkiego samolotu bombowego, który miał zastąpić używany samolot Letov Š-16. W odpowiedzi na te wytyczne cztery firmy zgłosiły nowe projekty, z których wybrano dwa projekty: samolot wytwórni Aero – A-100 i Praga – Praga BH-36. Z uwagi na fakt, że wytwórnia Praga nie zdążyła zbudować prototypu, ostatecznie przyjęto samolot wytwórni Aero. 
Konstrukcja samolotu została oparta na wcześniejszym samolocie Aero A-42, który był jednopłatowcem, a w myśl wytycznych nowy samolot miał był dwupłatowcem. W nowym samolocie zastosowano także silnik produkowany w Czechosłowacji. Tak zbudowany samolot został oblatany w maju 1933 roku. Następnie zamówiono pierwszą serię tych samolotów w ilości 11 sztuk. Po ich wyprodukowaniu zamówiono kolejną serię w ilości 33 sztuk, którą ukończono w 1935 roku. Po wykonaniu tego zamówienia zaprzestano ich produkcji, gdyż opracowano wtedy nowy samolot tego typu oznaczony jako Aero A-101.

## Użycie w lotnictwie
Samoloty Aero A-100 były wprowadzane do lotnictwa czechosłowackiego od lipca 1934 do maja 1935 roku. Otrzymało je 6 eskadr rozpoznawczych od nr 61 do 66 oraz trzy eskadry lekkich samolotów bombowych nr 71, 72 i 73. Użytkowano do 1938 roku, choć stopniowo zastępowano je nowszymi typami, a samoloty użytkowano jako samoloty szkoleniowe. 
Po powstaniu Słowacji jej lotnictwo przejęło 16 samolotów tego typu, gdzie używano ich jako samolotów szkolnych. Pozostałe samoloty przejęli Niemcy, którzy również ich używali jako samolotów szkolnych. 

## Opis techniczny
Samolot Aero A-100 był dwumiejscowym dwupłatem o konstrukcji mieszanej, kadłub miał konstrukcję metalową, natomiast skrzydła – drewnianą. Podwozie klasyczne – stałe, z płozą ogonową.
Napęd stanowił silnik widlasty 12-cylindrowy umieszczony z przodu kadłuba, chłodzony cieczą. Chłodnica umieszczona pod silnikiem. Napędzał on dwułopatowe śmigło.
Uzbrojenie stanowiły: 2 zsynchronizowane karabiny maszynowe vz. 28 kal. 7,92 mm z zapasem 300 nabojów każdy – obsługiwane przez pilota, 2 sprzężone ruchome karabiny maszynowe vz. 30 kal. 7,92 mm z zapasem 560 naboi – obsługiwane przez obserwatora-strzelca. Samolot mógł przenosić także bomby lotnicze o łącznej wadze 600 kg.